# Sankata Boys Sports Club
Maillots
Le Sankata Boys Sports Club (en népalais : सङ्कटा क्लब), plus couramment abrégé en Sankata Boys, est un club népalais de football fondé en 1954 et basé à Katmandou, la capitale du pays.

## Historique
- 1954 : fondation du club

## Palmarès
| Compétitions nationales                                 |
| ------------------------------------------------------- |
| - Championnat du Népal (2) : - Champion : 1980 et 1985. |

## Entraîneurs du club
- Salyan Khadgi